# Quéant
Quéant település Franciaországban, Pas-de-Calais megyében. Lakosainak száma 635 fő (2022. január 1.). Quéant Cagnicourt, Beaumetz-lès-Cambrai, Buissy, Lagnicourt-Marcel, Noreuil, Pronville-en-Artois és Riencourt-lès-Cagnicourt községekkel határos.

## Népesség
A település népességének változása:
| Lakosok száma | 655  | 659  | 669  | 657  | 653  | 647  | 643  | 637  | 635  |
|               | 2013 | 2015 | 2016 | 2017 | 2018 | 2019 | 2020 | 2021 | 2022 |